# Sub Pop 200
Sub Pop 200 est une compilation du label indépendant Sub Pop réalisée dans les premiers temps de la scène grunge de Seattle (décembre 1988). Elle inclut des chansons de Tad, The Fluid, Nirvana, Steven Jesse Bernstein, Mudhoney, The Walkabouts, Terry Lee Hale, Soundgarden, Green River, Fastbacks, Blood Circus, Swallow, Chemistry Set, Girl Trouble, The Nights and Days, Cat Butt, Beat Happening, Screaming Trees, Steve Fisk et The Thrown Ups. Nombre de ces titres sont par ailleurs introuvables et représentent pour certains les premières sorties de groupes qui par la suite acquerront une grande renommée. Parmi ceux-ci il convient de citer Nirvana, Soundgarden, Green River (qui sera à l'origine de Mudhoney, Mother Love Bone et Pearl Jam), Screaming Trees et Mudhoney.
La pochette de l'album est une illustration de l'artiste Charles Burns, spécialisé dans les bandes-dessinées et qui était régulièrement sollicité par Sub Pop pour ses affiches et pochettes à l'époque.
Sub Pop 200 fut à l'origine pressé en vinyle mais a depuis été réédité en CD.

## Pistes
1. "Sex God Missy" - Tad
2. "Is It Day I'm Seeing?" - The Fluid
3. "Spank Thru" - Nirvana
4. "Come Out Tonight" - Steven J. Bernstein
5. "The Rose" - Mudhoney
6. "Got No Chains" - The Walkabouts
7. "Dead Is Dead" - Terry Lee Hale
8. "Sub Pop Rock City" - Soundgarden
9. "Hangin' Tree" - Green River
10. "Swallow My Pride" - Fastbacks
11. "The Outback" - Blood Circus
12. "Zoo" - Swallow
13. "Underground" - Chemistry Set
14. "Gonna Find A Cave" - Girl Trouble
15. "Split" - The Nights And Days
16. "Big Cigar" - Cat Butt
17. "Pajama Party In A Haunted Hive" - Beat Happening
18. "Love Or Confusion" - Screaming Trees
19. "Untitled" - Steve Fisk
20. "You Lost It" - The Thrown Ups

## Source
- (en) Cet article est partiellement ou en totalité issu de l’article de Wikipédia en anglais intitulé « Sub Pop 200 » (voir la liste des auteurs).